# Дімен
Дімен (нід. Diemen, нід. вимова: [ˈdimə(n)] ( прослухати)) — муніципалітет і місто у Нідерландах, у провінції Північна Голландія.
Є передмістям Амстердама, розташоване за 6 км від його центру.

## Галерея

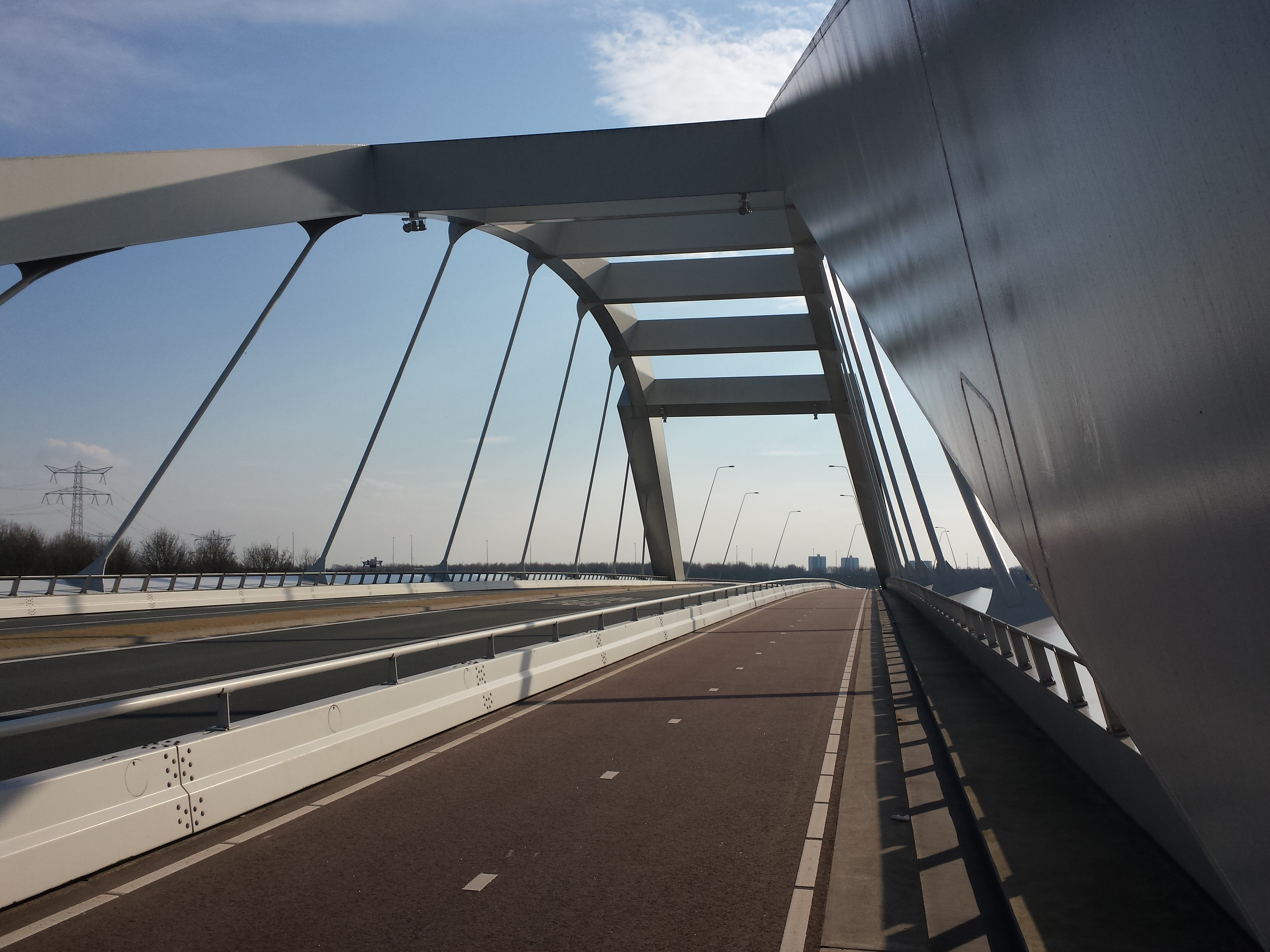
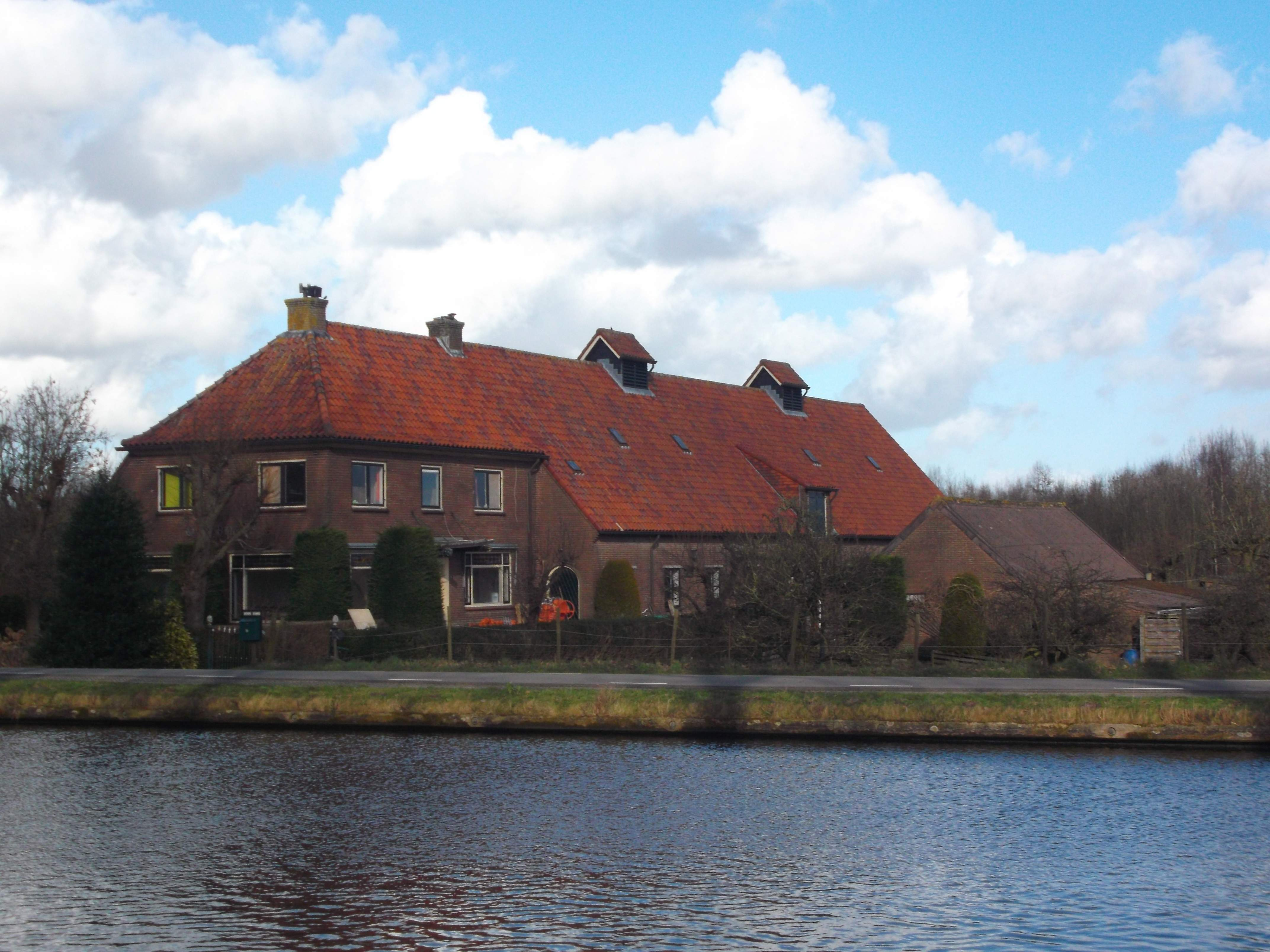
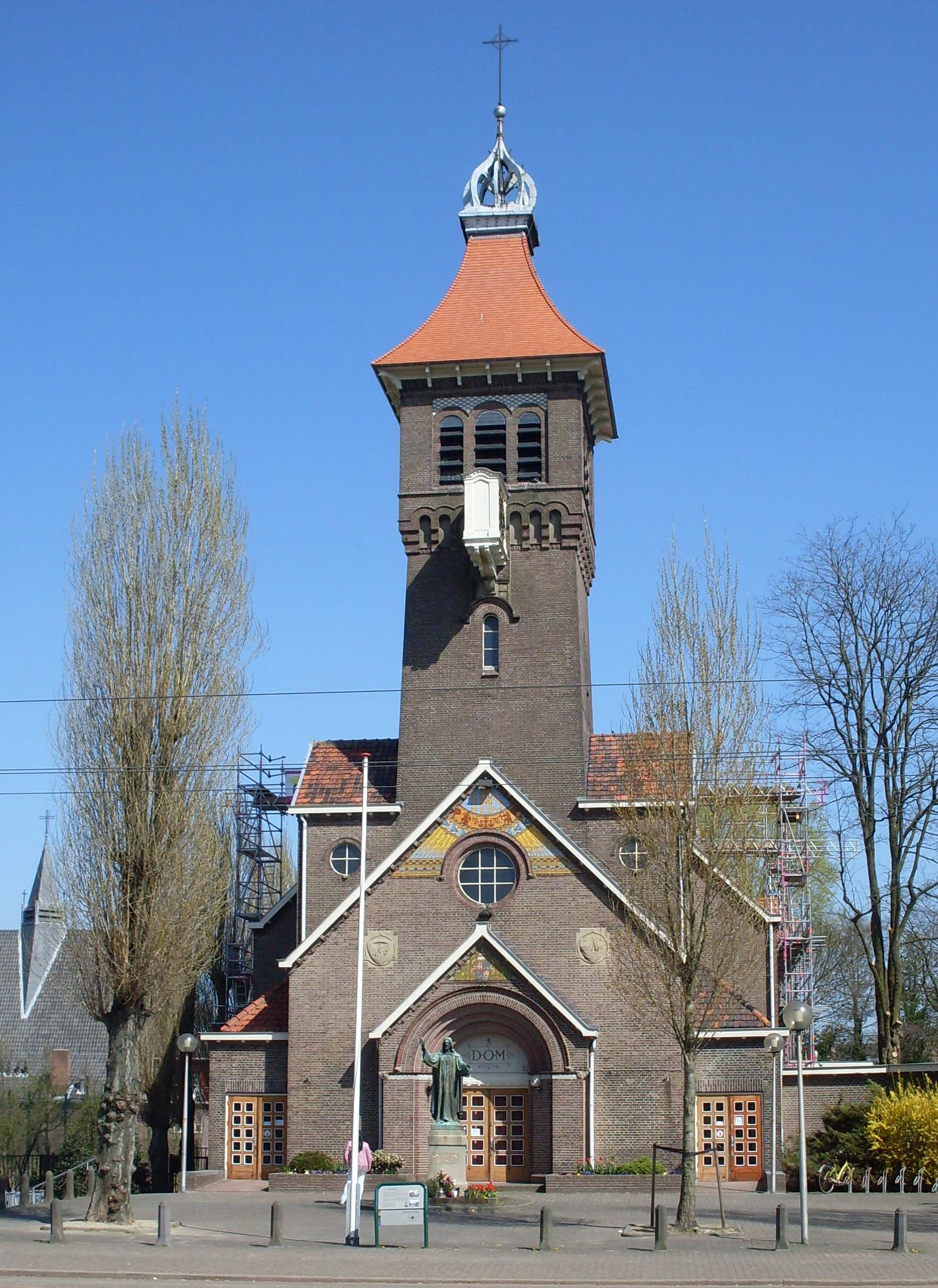
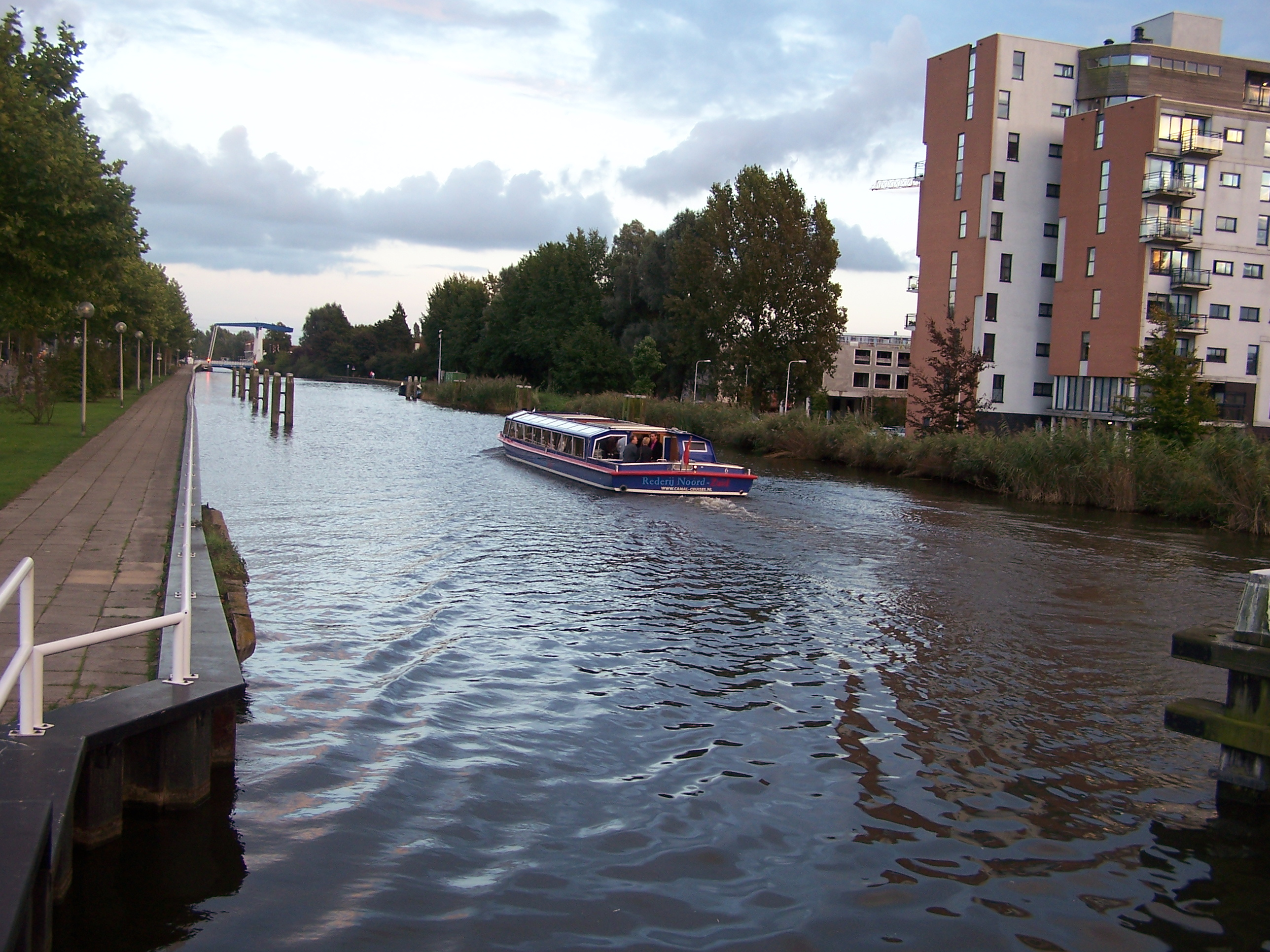
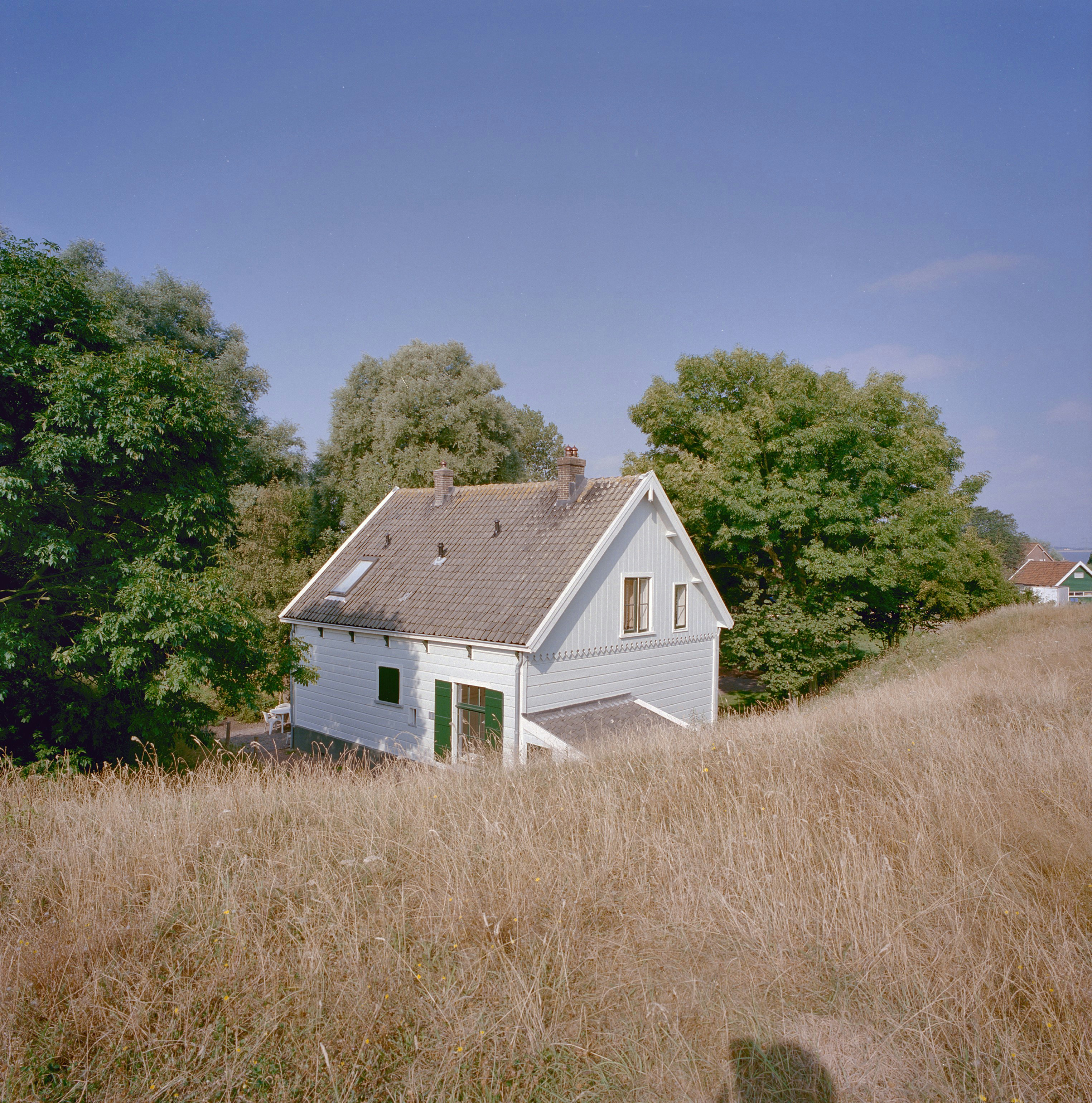

## Уродженці
- Дейлі Блінд (нар. 1990) —  нідерландський футболіст, гравець національної збірної
- Адам Магер (нар. 1993) — нідерландський футболіст